# Olympia (Griechenland)
Olympia (altgriechisch Ὀλυμπία) war das Heiligtum des Zeus in Elis im Nordwesten der Halbinsel Peloponnes. Es war der Austragungsort der Olympischen Spiele der Antike. Am Rande des antiken Heiligtums befindet sich die moderne Stadt Archea Olymbia.

## Geschichte

### Frühzeit

Plan des Heiligtums

Das Land am Zusammenfluss von Kladeos und Alpheios weist eine lange Besiedlungsgeschichte auf. Die ältesten Keramikfunde im Bereich des Stadions lassen sich bis in das vierte Jahrtausend vor Christus, also in die ausgehende Jungsteinzeit beziehungsweise die beginnende Kupfersteinzeit, datieren. Damit ist Olympia neben Ajios Dimitrios, einem Ort bei Lepreon, der zweite Ort in Elis, für den eine so frühe mindestens temporäre Besiedlung nachweisbar ist. Weiterhin lassen sich im Bereich des Stadions Keramikscherben aus dem Frühhelladikum I und II, also aus dem dritten Jahrtausend vor Christus, nachweisen. Unter dem Pelopion-Temenos, rund 200 Meter westlich des Stadions, befindet sich ein großer prähistorischer Tumulus. Seine Kuppe wurde wahrscheinlich bereits in prähistorischer Zeit oder in der Antike durch Steinraub und Erosion abgesenkt, litt aber ebenfalls unter den modernen Grabungen. Der Tumulus wurde durch Archäologen auf die Zeit um 2600/2500 vor Christus datiert. Dem Tumulus folgte eine Siedlung aus Apsidenhäusern, deren Bauten II, III, IV und V auf einer Schwemmsandschicht errichtet worden sind, wie durch die stratigraphische Analyse nachgewiesen werden konnte. Nach dieser werden die Apsidenhäuser an den Beginn des Frühhelladikum III, also gegen 2200 vor Christus, datiert. Die dort gemachten Keramikfunde weisen auf eine Benutzung bis in das späte Frühhelladikum III, um 2000 vor Christus, hin. Weitere frühhelladische Scherben wurden im Tal des Kladeos sowie in der Nähe des Neuen Museums von Olympia gefunden. Sie legen nahe, dass das Gebiet bereits im dritten Jahrtausend vor Christus in größerem Umfang menschlicher Besiedlung ausgesetzt war. Die von den Bewohnern der Siedlung auf der Altis geschaffene Keramik wurde mit nichthelladischen Dekormotiven verziert. Diese mit Ritzungen und Einstichen verzierten Tonwaren könnten zum einen auf einen Einfluss der in Dalmatien ansässigen Cetina-Kultur, zum anderen aber auch auf Süditalien hindeuten, so dass die Siedler von Olympia möglicherweise mit diesen in Kontakt standen.
Die Bauten II, III und V lassen es wahrscheinlich erscheinen, dass die Siedlung einer Brandkatastrophe zum Opfer gefallen ist. Danach errichtete man auf den Grundmauern der Apsidenhäuser I, II und V neue rechtwinklige Häuser ohne apsisförmige Enden. Sie lassen sich bis in das frühe Mittelhelladikum I datieren. Im Bereich der Altis wurden einzelne Scherben des Mittelhelladikum II und III nachgewiesen, die jedoch ohne konkreten Fundzusammenhang sind. Die Siedlung im Bereich der Altis wurde im Mittelhelladikum I nicht aufgegeben, sondern in höhere Lagen verlegt, um sie vor Überschwemmungen zu schützen. Dieses Siedlungsgebiet lag am Sandsteinhügel im Nordosten des Stadionwalls und am Ausläufer des Südosthanges des Kronoshügels. Für die Bewohner des neuen Dorfs hatte der Tumulus keinerlei Bedeutung mehr als Kultort, wie der Lehmabbau an seinen nördlichen Randbereichen zeigt. Aus der Zeit der Rechteckhäuser stammen auch Kinderbestattungen in Pithoi. Diese Siedlung wurde aber bereits im Mittelhelladikum I ebenfalls aufgrund der Überflutungsgefahr verlassen und an den auslaufenden Südosthang des Kronoshügels und in ein kleines Tal nördlich des Stadionbereichs verlegt.
Aus mykenischer Zeit stammen nur einzelne Funde, die unter dem Schutt der alten Grabungen entdeckt wurden. Die Frage der Existenz rein mykenischer Schichten ist jedoch noch ungeklärt, da ernsthafte Untersuchungen in diese Richtung etwa auf der Schatzhausterrasse bisher nicht unternommen wurden. In der näheren Umgebung Olympias, im Bereich hinter dem neuen Museum, wurden allerdings spätmykenische Kammergräber entdeckt (bis 1998 insgesamt 13 Stück), die bis ins 12./11. Jahrhundert v. Chr. (Späthelladikum III C) benutzt wurden und auf eine noch unentdeckte mykenische Siedlung in der Nähe schließen lassen.

### Einrichtung und weitere Geschichte des Heiligtums von Olympia
Die Siedlungsgeschichte bricht mit der Einrichtung des Heiligtums an dieser Stelle ab, da im Zeus gewidmeten Bezirk keine menschliche Bewohnung erlaubt war. Die Errichtung der Kultstätte zu Ehren des Göttervaters knüpfte dabei an ältere Traditionen an. Der Kronoshügel wurde bereits vor der dorischen Wanderung als Ort göttlicher Mächte verstanden. So wurden chthonische Götter, vor allem die Göttin Ge, die auch im weiteren Verlauf der Geschichte einen Platz im Heiligtum von Olympia behielt, an diesem Ort bereits verehrt. Die Kraft der Weissagung der Ge ging auf das Orakel des Zeus über. Dieses konnte jedoch nie die Bedeutung Delphis erreichen. Das Heiligtum des Zeus verband also den olympischen Kult mit älteren lokalen Traditionen.
Während das Heiligtum etwa in der Mitte des 11. Jahrhunderts v. Chr. entstand, stammt der erste Nachweis für die Abhaltung regelmäßiger Wettkämpfe aus der Zeit kurz vor Beginn des 7. Jahrhunderts v. Chr. Die monumentalen Bauten erhielten ihre endgültige Form im 4. Jahrhundert v. Chr., aber auch in der hellenistischen und römischen Epoche wurden Gebäude errichtet. Im Jahr 426 n. Chr. ließ der oströmische Kaiser Theodosius II. die olympischen Spiele und Weihehandlungen endgültig verbieten, um das Heidentum zu bekämpfen, nachdem bereits sein Großvater Theodosius I. 393 ein entsprechendes Verbot erlassen hatte. Offenbar wurde das Zeusheiligtum nun zerstört. Es gibt allerdings Anzeichen dafür, dass Wettkämpfe noch bis ins 6. Jahrhundert heimlich und auf niedrigerem Niveau fortbestanden, bis ein Erdbeben 551 die Kultstätte zerstörte und sie nach Überschwemmungen durch den Kladeos unter Schlamm und Geröll verschwand. Nach einer neueren Hypothese von Andreas Vött, die sich auf geologische Untersuchungen, insbesondere der Sedimentablagerungen stützt, könnte auch ein Tsunami der Grund für die Zerstörung Olympias im 6. Jahrhundert sein. Vötts Hypothese fand in der Forschung jedoch auch Widerspruch. Sicher ist, dass Olympia bis in die Mitte des 6. Jahrhunderts eine wirtschaftliche Nachblüte erlebte, die erst mit dem Erdbeben von 551 und der Justinianischen Pest ihr Ende fand. Wiederholte Überschwemmungen sorgten dafür, dass die Siedlung im frühen 7. Jahrhundert aufgegeben wurde.
In den folgenden zwei Jahrhunderten wurde die Stätte durch eine bis zu fünf Meter hohe Sandschicht bedeckt. Erst in der Neuzeit erwachte wieder das Interesse an der antiken Kultstätte. 1766 wurde Olympia wiederentdeckt, 1874 begannen schließlich systematische Ausgrabungen unter deutscher Leitung. Jahrzehnte nach der Freilegung zahlreicher Kultbauten auf dem Gelände wurde Olympia schließlich in die UNESCO-Liste der Weltkulturerbestätten aufgenommen.
Bei schweren Waldbränden im August 2007 wurde ein großer Teil des Baumbestandes rund um die antiken Stätten vernichtet, das Museum entging nur knapp der Zerstörung. Inzwischen erfolgte eine umfassende Wiederaufforstung.

## Altis

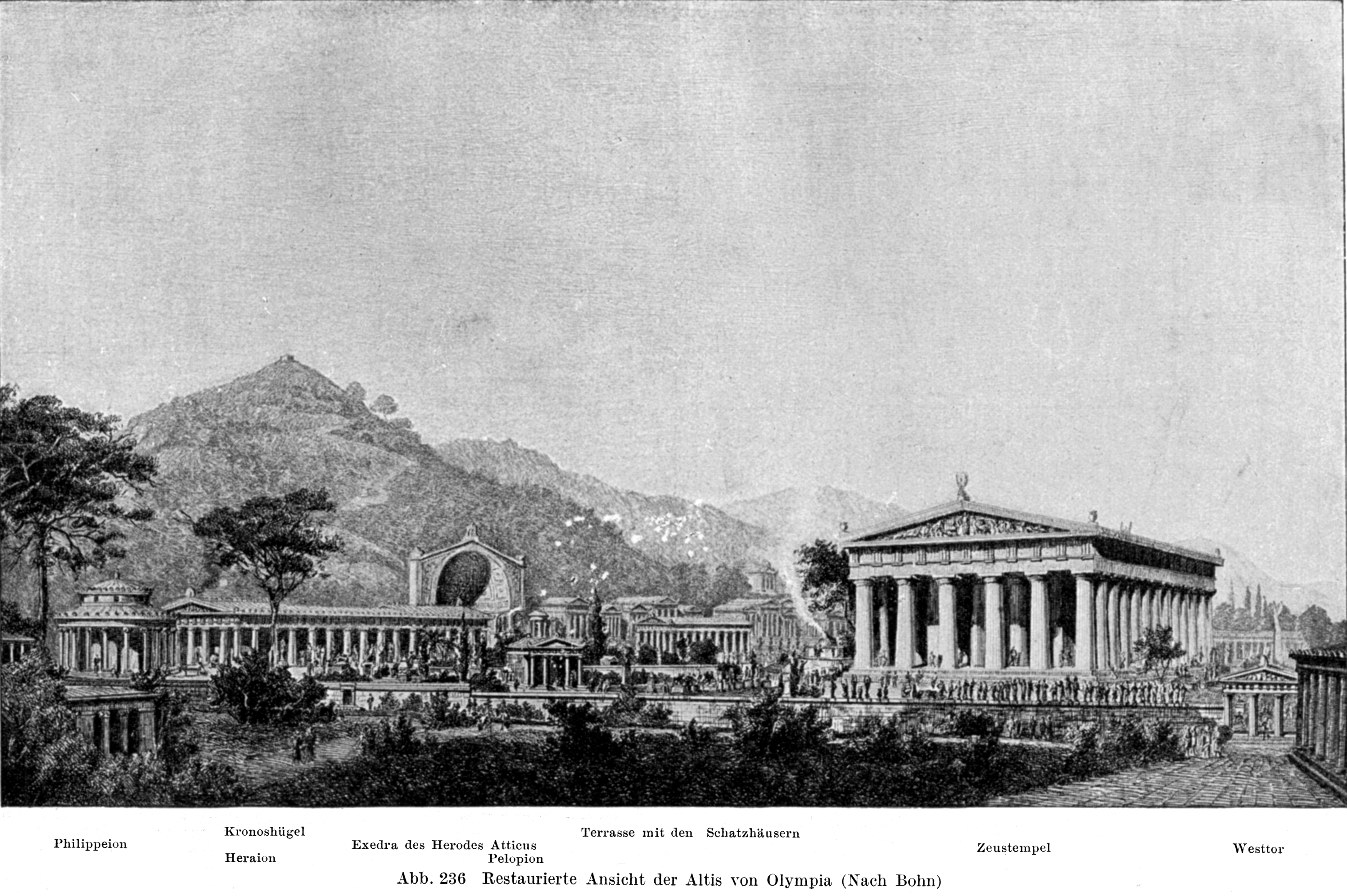
Rekonstruktion der Altis (um 1900)

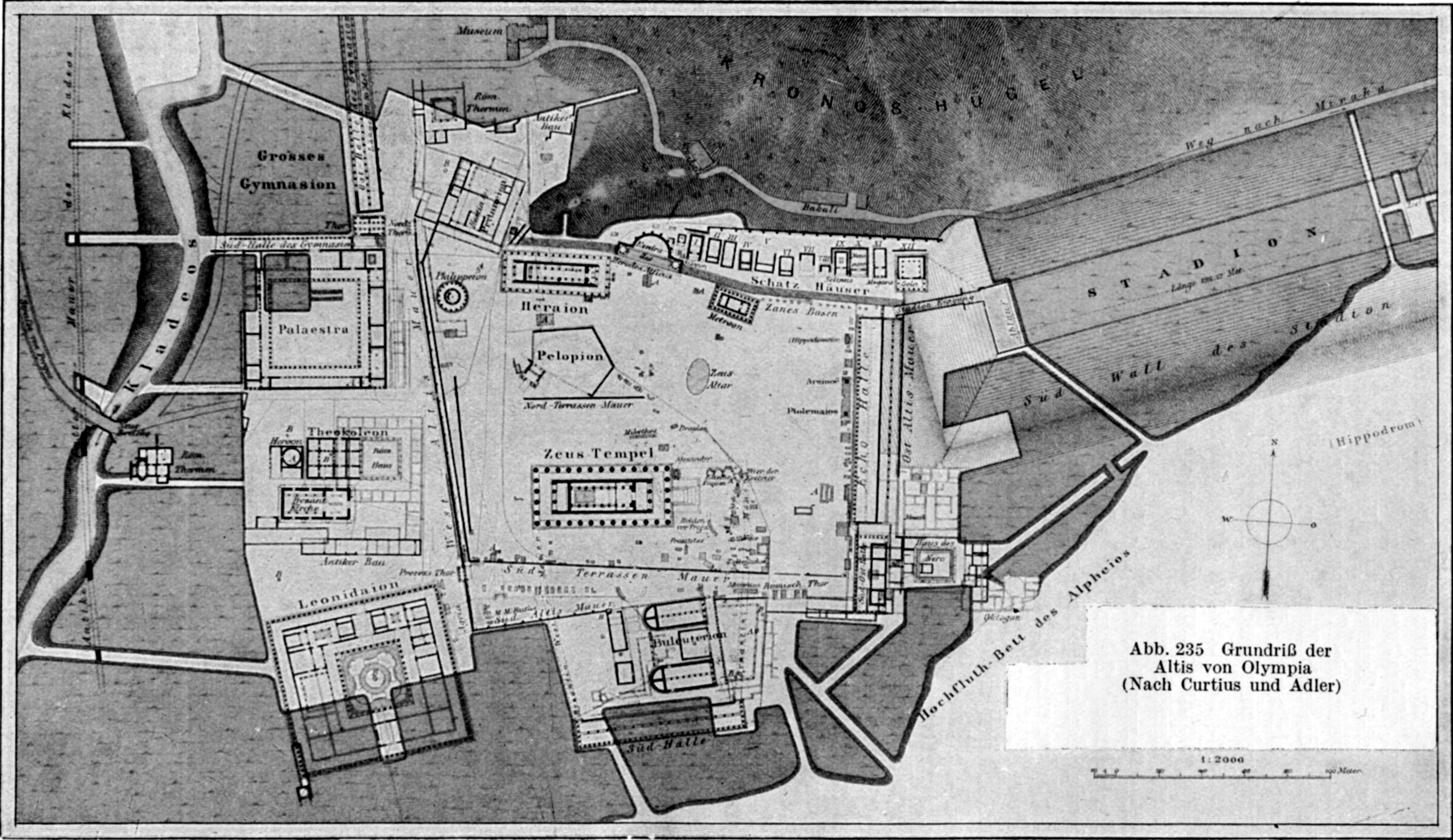
Grundriss der Altis

Die Altis, der Heilige Hain von Olympia, ist die Bezeichnung für den Kernbereich des Heiligtums von Olympia. Eine der ursprünglichen Keimzellen des Kultes auf der Altis bildete das „Pelopion“, ein Hügelgrab aus der frühen Bronzezeit, den Herakles dem Pelops aufgeschüttet haben soll – kultischer Kern des Brandopferaltars für Zeus. Ein tatsächliches Grab wurde unter dem Hügel nicht gefunden. Das Opfer, Hauptbestandteil der kultischen Verehrung, wurde östlich oder südöstlich des Pelopions im Freien vor dem großen Altar des Zeus dargebracht. Zur Halbzeit der olympischen Spiele wurden dort einhundert Ochsen geschlachtet und zu Ehren Zeus’ verbrannt. Die mit Wasser des Alpheios vermischte Asche wurde gepresst und auf dem Altar zu einem großen Haufen aufgeschichtet, der im Laufe der Jahrhunderte zu einem stattlichen Berg anwuchs. Eine weitere Keimzelle des Kultes stellte eine Erdspalte am Fuße des Kronoshügels dar, wo sich das ursprünglich einer weiblichen Gottheit gewidmete olympische Orakel befand, das später von Zeus übernommen wurde. Dieses Orakel spielte auch noch in historischer Zeit eine Rolle.
Im Heiligtum entstanden über einen langen Zeitraum mehrere Tempel und Altäre, an denen zahlreichen Göttern Opfer dargebracht wurden – Pausanias zählt 69 auf. Im Norden reihten sich, auf einer etwas erhöhten Terrasse am Fuß des Kronoshügels gelegen, zahlreiche Schatzhäuser griechischer Stadtstaaten aneinander und westlich davon befand sich das Prytaneion.
In der Altis wurden zahlreiche Votivgaben, oft aus erbeuteten Waffen und Rüstungen, gefunden. Außerdem wurden zum Dank für einen erfolgreichen Kriegsverlauf Statuen des Zeus oder der Nike gestiftet. Pausanias berichtet zudem von zahlreichen weiteren Stiftungen, darunter neben mehreren Statuen von verschiedenen Poleis auch Bauwerke wie das von den Makedonen gestiftete Philippeion. Im Laufe der Zeit wurde die Altis immer reicher an Weihgeschenken, die oft in Form von Statuen als Dank für Olympiasiege gestiftet und umfassend von Pausanias aufgelistet und erläutert wurden. Die Altis, das Temenos Olympias, wurde im 4. Jahrhundert v. Chr. mit einer Mauer mit wahrscheinlich fünf Toren eingefasst.
Außerhalb des Temenos entstanden zahlreiche weitere Bauten für die Verwaltung und den Betrieb des Heiligtums sowie Wettkampfstätten. Das Bouleuterion (6. Jahrhundert v. Chr.) war der Sitz des Olympischen Rates. Das größte Gebäude in Olympia war das Leonidaion, ein Gästehaus aus dem 4. Jahrhundert v. Chr. für etwa 150 Personen, das in römischer Zeit umgebaut wurde. Als Trainingsstätten für Athleten gab es eine Palästra (3. Jahrhundert v. Chr.) und für die leichtathletischen Wettkämpfe ein Gymnasion (2. Jahrhundert v. Chr.) mit einem prunkvollen Propylon. Neben einem Badehaus bereits aus griechischer Zeit wurden in römischer Zeit mehrere Thermen errichtet. Ein Bau aus dem 5. Jahrhundert konnte, unter anderem durch daneben gefundene Werkstattabfälle, als die Werkstatt des Phidias identifiziert werden, in der die monumentale Zeusstatue für den Tempel verfertigt wurde. Das Stadion, in dem die Wettläufe stattfanden, wurde nach dem Bau des Zeustempels nach außerhalb der eigentlichen Altis verlegt. Die größte Anlage war das Hippodrom, das, vom benachbarten Fluss Alpheios später weggespült, nicht erhalten ist, im Jahr 2008 aber durch geophysikalische Messungen wahrscheinlich lokalisiert werden konnte.

## Ausgewählte Bauten von Olympia

### Heratempel

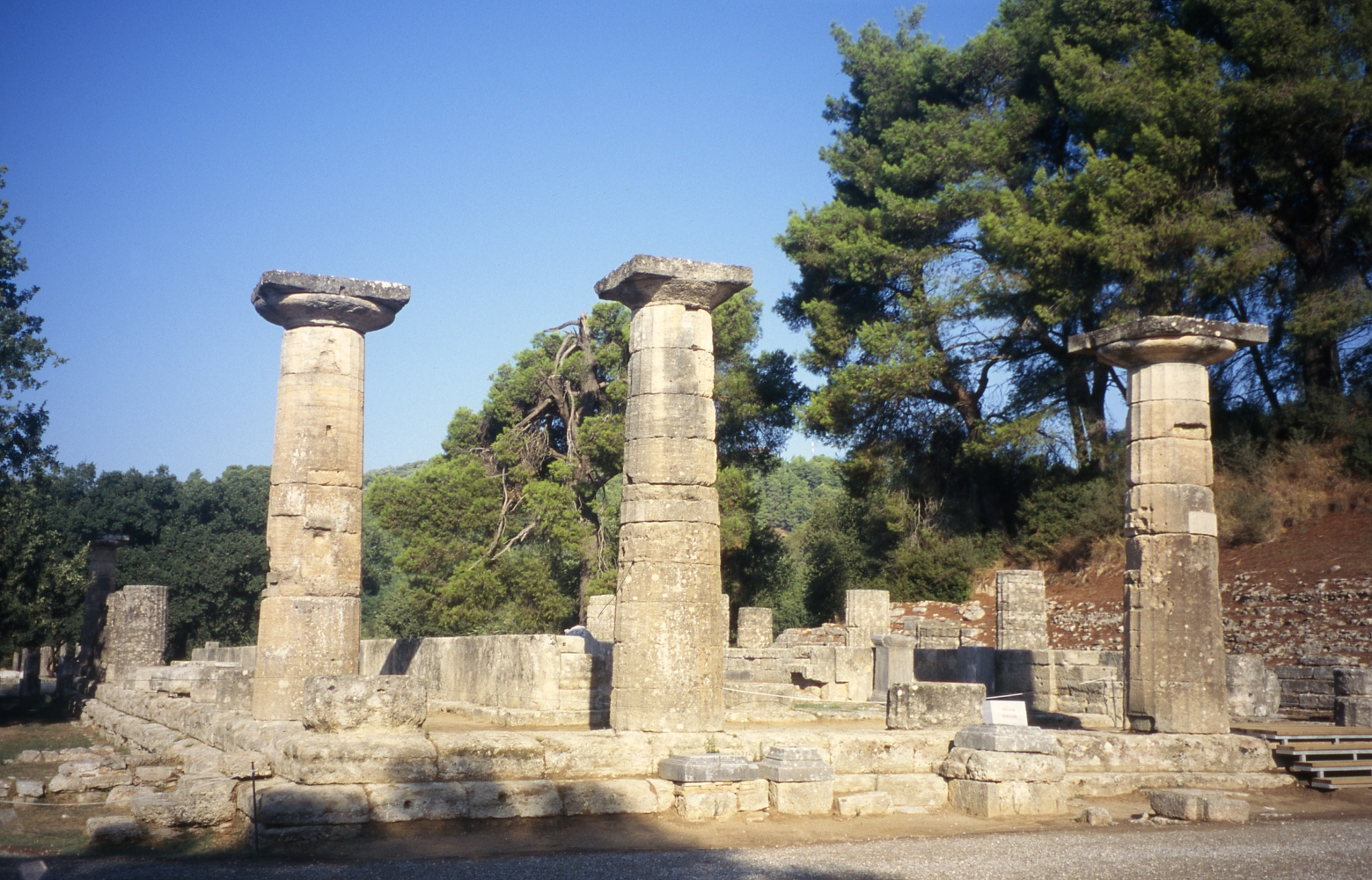
Heratempel

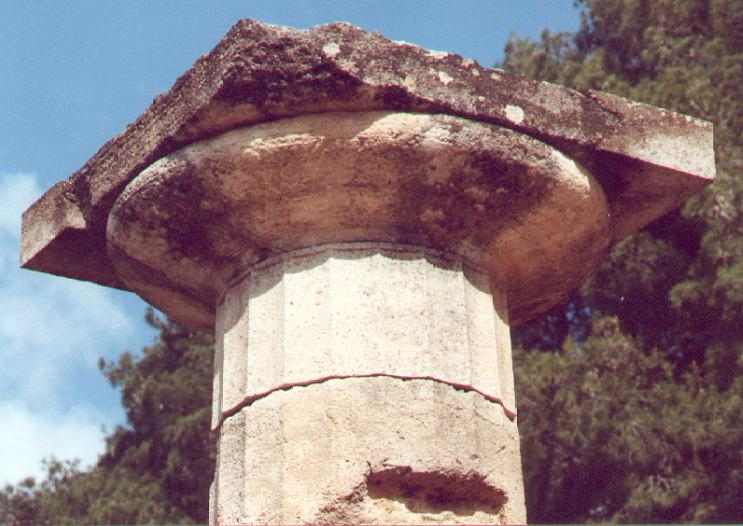
Dorisches Kapitell vom Heratempel (Ostseite, 4. Säule von Süd)

Der Heratempel liegt im Nordteil der Altis und ist der älteste Peripteraltempel im Heiligtum und einer der frühesten dorischen Tempel in Griechenland. Errichtet wurde er um 600 v. Chr. von der triphylischen Stadt Skillous. Anfang des 4. Jahrhunderts n. Chr. wurde der Tempel durch ein Erdbeben zerstört und danach nicht wiederhergestellt.
Der am Stylobat 50,01 Meter × 18,76 Meter große Bau hatte mit einer Ringhalle von 6 auf 16 Säulen einen verhältnismäßig langgestreckten Grundriss. Die Säulen bestanden anfangs aus Holz und wurden erst allmählich gegen steinerne, jeweils im Stil der Zeit, ausgetauscht. Dies erklärt, weshalb die Säulen völlig unterschiedlich aussehen. Noch während der römischen Kaiserzeit wurde von Pausanias eine Holzsäule im Opisthodom beobachtet. Die Wände waren im Sockelbereich aus Stein errichtet und darüber in altertümlicher Weise aus Lehmziegeln aufgemauert. Die Wandzungen, Anten genannt, waren mit Holzbrettern verkleidet, wie Zapfenlöcher bezeugen, um die Lehmwände an den Kanten zu schützen. Das Gebälk über den Säulen muss aus Holz bestanden haben, da keinerlei Reste erhalten sind. Ein sogenanntes lakonisches Dach bildete die Deckung des Baus. Die Giebel wurden von scheibenförmigen Akroteren aus Ton bekrönt, die einen Durchmesser von 2,5 Metern besaßen und jeweils aus einem Teil gebrannt waren.
Pausanias berichtet über zwei Kultbilder im Inneren des Tempels: einer sitzenden Hera und einem stehenden Zeus. Der Tempel wurde außerdem genutzt, um eine Vielzahl von Gegenständen, wie zahlreiche Götterbilder und andere Weihgeschenke, aufzubewahren. Einer der wenigen Gegenstände, die heute noch erhalten sind, ist der Hermes des Praxiteles, ausgestellt im Museum von Olympia. Im Heratempel stand auch der Tisch, auf dem die Siegerkränze während der olympischen Wettkämpfe ausgelegt wurden. Seit 1936 wird am Heraaltar das olympische Feuer für die Olympischen Spiele der Neuzeit entzündet.

### Zeustempel

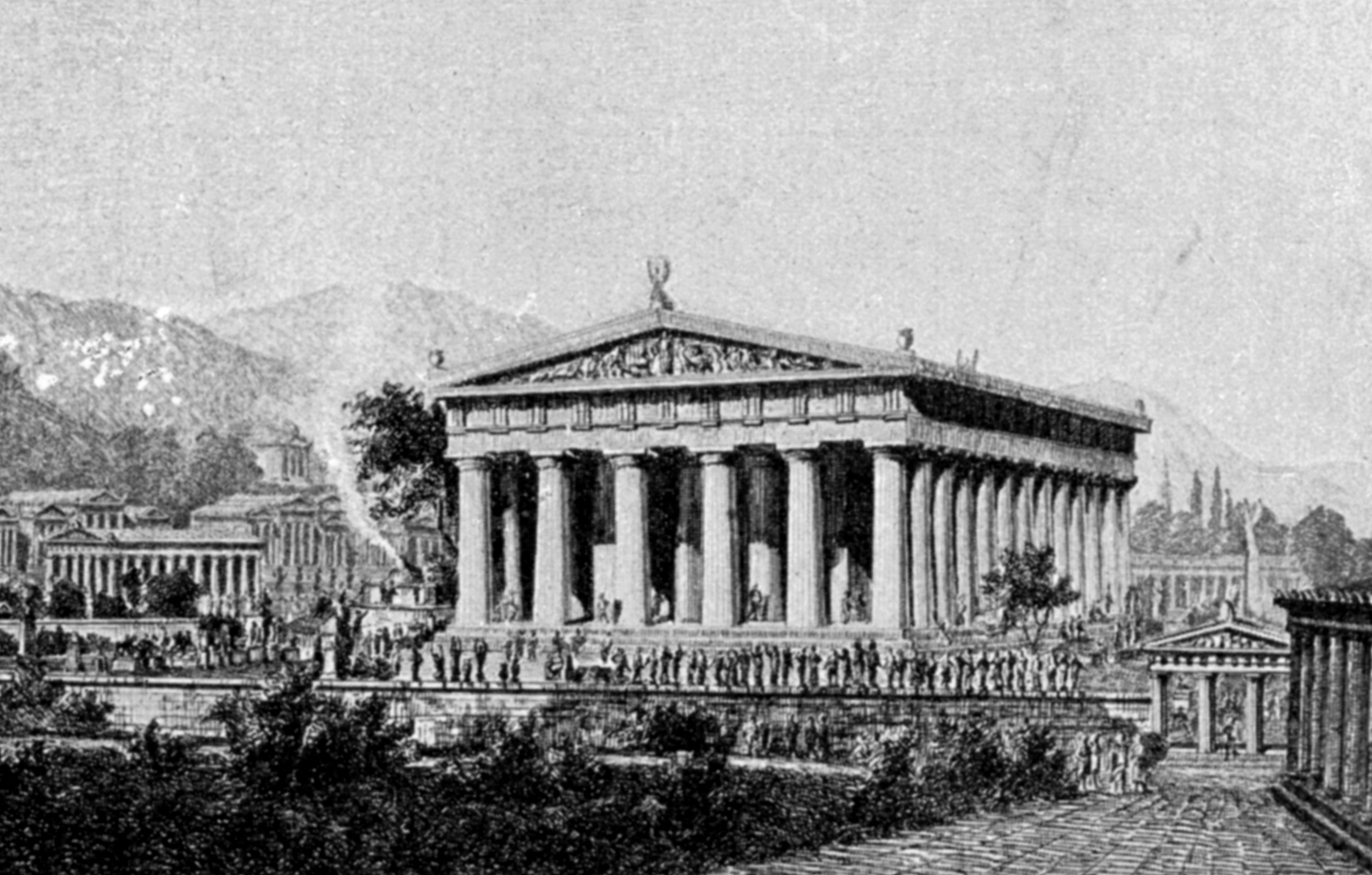
Rekonstruktion des Zeustempels (um 1900)

Zwischen 472 und 456 v. Chr. errichtete der Baumeister Libon von Elis den Zeustempel. Der Ringhallentempel mit seinen 6 auf 13 Säulen war am Stylobat gemessen 64 mal 28 Meter groß und zählt zu den bedeutendsten Bauwerken der frühklassischen Architektur. Als Baumaterial diente ein in der Umgebung von Olympia anstehender poröser Muschelkalk. Alle Sichtoberflächen wurden abschließend mit einem dünnen, nur etwa 1 mm starken Stuck überzogen, und einzelne Bauglieder farbig gefasst. Die Dachdeckung einschließlich des Dachrandes (Sima) und die Löwenkopfwasserspeier war ursprünglich aus parischem Marmor gefertigt, einzelne Glieder wurden bei späteren Reparaturen aber in pentelischem Marmor und dem Zeitstil entsprechend ersetzt.
Die Giebelfelder des Tempels waren mit Marmorskulpturen ausgestattet. Im Ostgiebel ist als Thema eine lokale Sage – die Wettfahrt zwischen Oinomaos und Pelops – dargestellt. Zeus erscheint in der Mitte als Schicksalsbestimmer: Er wendet sich nach rechts zu Pelops, der die Wettfahrt gewinnen wird. Im Westgiebel wird der Kampf der Lapithen gegen die Kentauren (Kentauromachie) während der Hochzeit des Peirithoos wiedergegeben. Schicksal bestimmender Gott ist in diesem Giebelfeld Apollon. Die Metopen über Pronaos und Opisthodom zeigen in Reliefs die zwölf Taten des Herakles. Giebelskulpturen und Metopen gehören zu den wichtigsten erhaltenen Vertretern des Strengen Stils.
In der Cella des Tempels stand die über 12 Meter hohe Zeus-Statue des Phidias aus Gold und Elfenbein, die in der Antike zu den sieben Weltwundern gezählt wurde.
Zu den Olympischen Spielen 2004 wurde eine der etwa 10,55 m hohen Säulen des Zeustempels, die von Westen gezählt zweite Säule auf der Nordseite (N 12) wieder aufgestellt, um einen Eindruck von der Größe des Bauwerks zu vermitteln. Fehlende Trommeln wurden aus neuem Muschelkalk ergänzt, während an den erhaltenen Säulentrommeln fehlende Partien aus Kunststein ergänzt wurden. Besonders umfangreiche Ergänzungen wurden am Kapitell vorgenommen, so dass nur noch wenige Partien der originalen Oberfläche sichtbar sind.
Westlich des Zeustempels wird das Hippodameion vermutet; es konnte aber bis heute nicht gefunden werden.

### Werkstatt des Phidias
Etwa hundert Meter westlich des Tempels steht ein etwa 32 m langer und etwa 14,5 m breiter Bau. Dass es sich bei diesem Bau um die Werkstatt handelt, in der Phidias die Zeusstatue schuf, hätte man zunächst ohne die Beschreibung des Pausanias nicht erkannt. Ausgrabungen förderten jedoch zahlreiche Reste des für die Herstellung des Gold-Elfenbein-Bildnisses nötigen Prozesses zu Tage, welche die Nutzung des Gebäudes belegen. Es wurden negative Formen und Glasreste gefunden, so dass in Spuren eine Vorstellung vom einstigen Aussehen der zu den sieben Weltwundern der Antike zählenden Statue gewonnen werden kann. Wohl um die Wirkung der Zeusstatue zu überprüfen, entspricht die Werkstatt in ihren Abmessungen fast genau der Cella des Tempels, auch wenn sie aufgrund fehlender Fundamente sicher nicht vollständig in der Werkstatt zusammengesetzt werden konnte. Den Seitenschiffen in der Cella scheinen hier Arbeitsbühnen entsprochen zu haben. Die Wände waren über einem Wandsockel aus Werksteinen ursprünglich aus Lehmziegeln hochgeführt. Sie wurden vermutlich nach einem Erdbeben im 3. Jahrhundert n. Chr. durch Ziegelmauerwerk ersetzt. Den Dachrand bildete eine Sima, die mit einem reliefierten Lotosblüten-Palmettenfries (Anthemion) verziert war. In frühbyzantinischer Zeit, Anfang des 5. Jahrhunderts n. Chr., wurde der Bau zu einer Kirche umgewandelt und die große alte Türöffnung durch eine Apsis ersetzt.

### Stadion

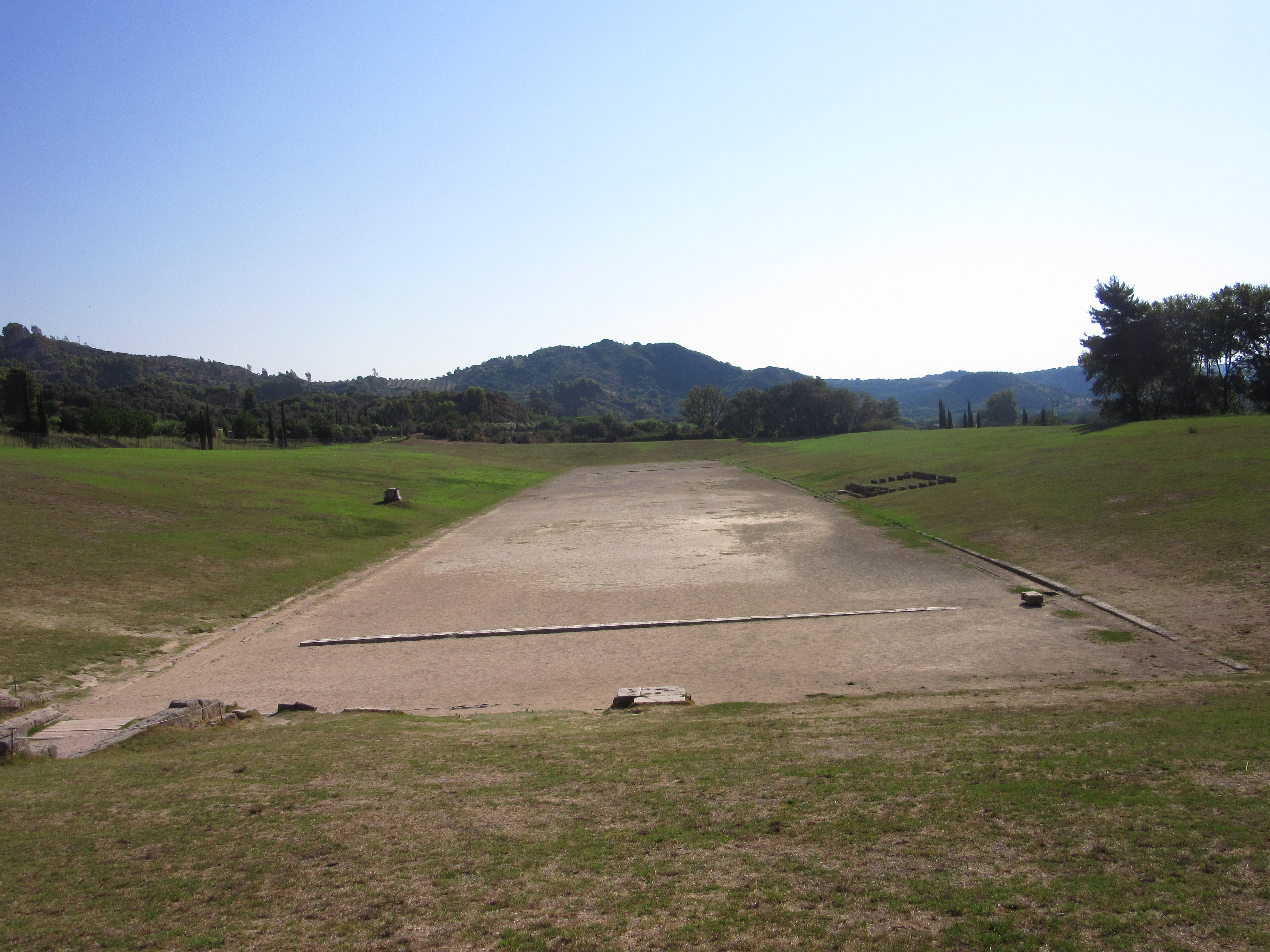
Das Stadion von Olympia

Das Stadion wurde nach den Ausgrabungen 1961 wieder in der Gestalt hergerichtet, die es im 4. Jahrhundert v. Chr. erhalten hatte (Stadionphase III). Gegenüber dem früheren Stadion (II) war es um 75 Meter nach Nordosten verschoben worden. Insgesamt war das Stadion 213 Meter lang. Die Länge der Laufbahn betrug, zwischen den noch heute erhaltenen Rillen der Startschwellen, welche beidseitig benötigt wurden, da man auch über zwei Längen lief und das Ziel immer in Richtung der Altis lag, gemessen, 192,24 Meter, ihre Breite etwa 31 bis 32 Meter. Sie ist von einfachen Graswällen umgeben, auf denen rund 45.000 Zuschauer Platz fanden. Aus Stein war auf einer Längsseite eine kleine Tribüne errichtet, die den Kampfrichtern diente und auf der gegenüberliegenden Seite ein Steinaltar, der der obersten Priesterin des Heratempels (Demeter) vorbehalten war. Als Zugang für die Athleten diente ein überwölbter Gang, der von der Altis unter dem westlichen Besucherwall hindurchführte. Das antike Längenmaß eines Stadions betrug 600 Fuß und entspricht, regional unterschiedlich, einer Länge zwischen 176,50 und 197 Meter. Bei den Wettkämpfen wurde in Richtung Zeusaltar, d. h. in Richtung der Altis gelaufen.

### Weitere Bauten
- Echohalle
- Gymnasion (2.(?) Jahrhundert v. Chr.)
- Metroon (Anfang 4. Jahrhundert v. Chr.)
- Nymphäum des Herodes Atticus (2. Jahrhundert n. Chr.)
- Palästra (3. Jahrhundert v. Chr.)
- Philippeion (Rundbau, 4. Jahrhundert v. Chr.)
- Prytaneion (Sitz der olympischen Würdenträger, 5. Jahrhundert v. Chr.)
- Schatzhäuser (Vom Anfang des 6. Jahrhunderts bis ins mittlere 5. Jahrhundert v. Chr. wurden auf der am Nordrand der Altis geschaffenen schmalen Terrasse elf oder zwölf Schatzhäuser, kleinen Tempeln gleichend, errichtet.)

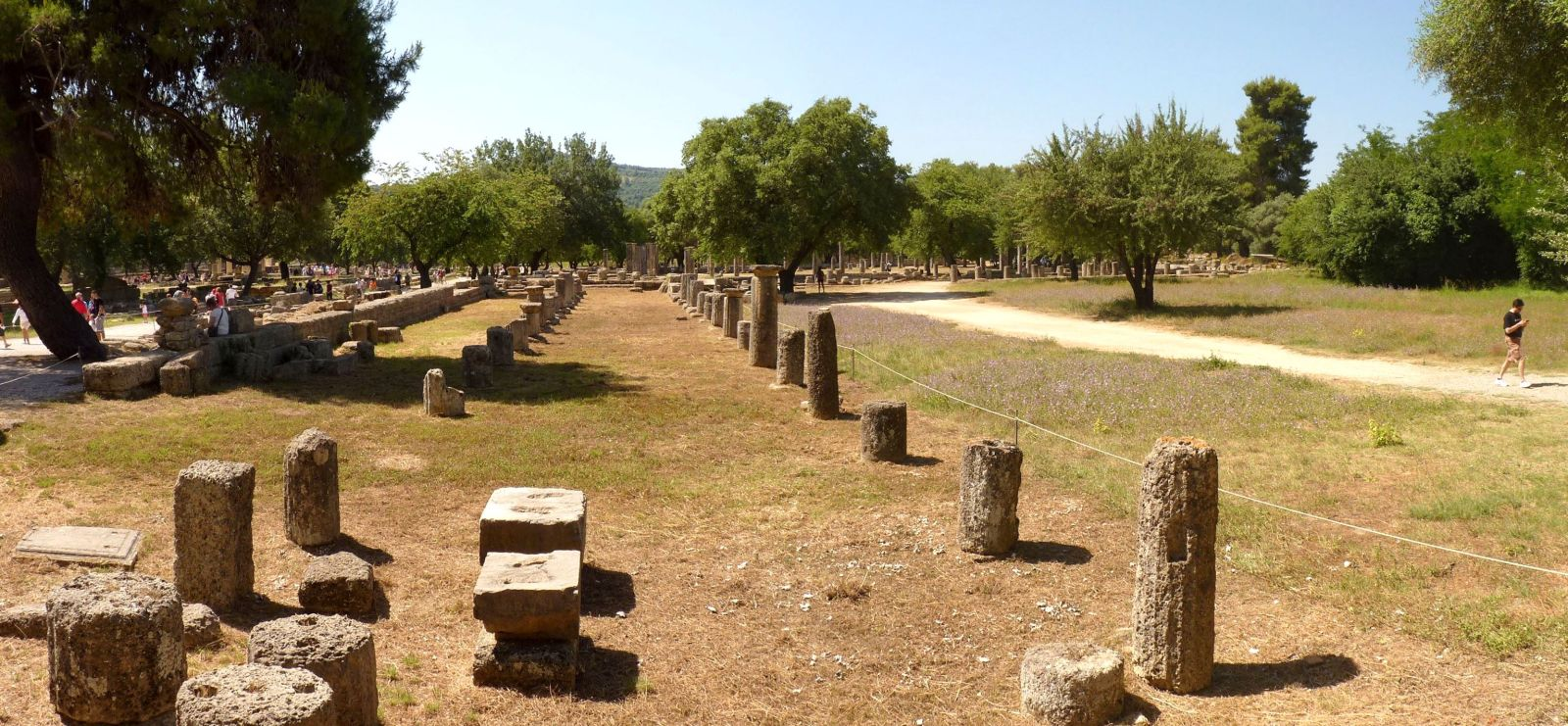
Gymnasion
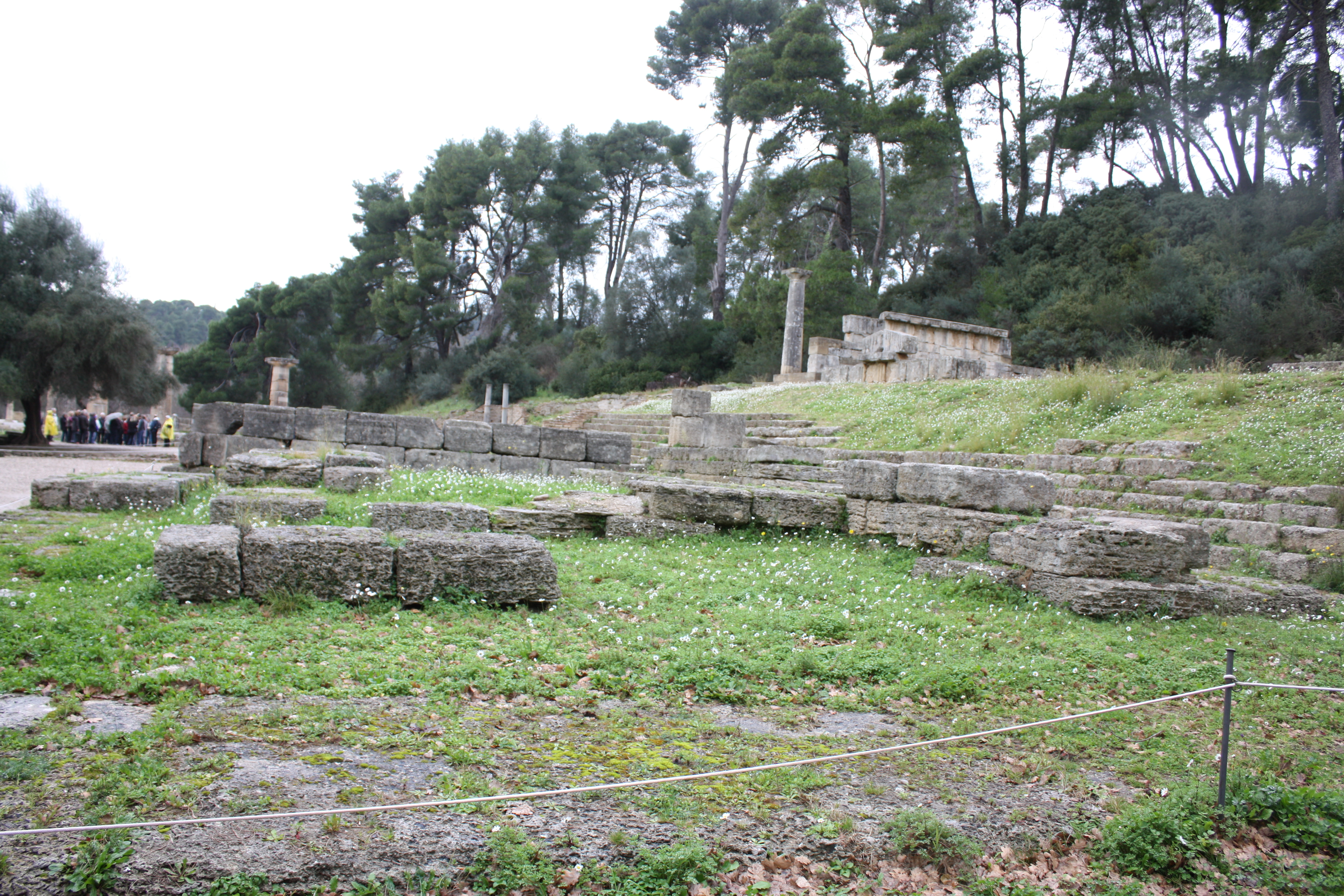
Metroon
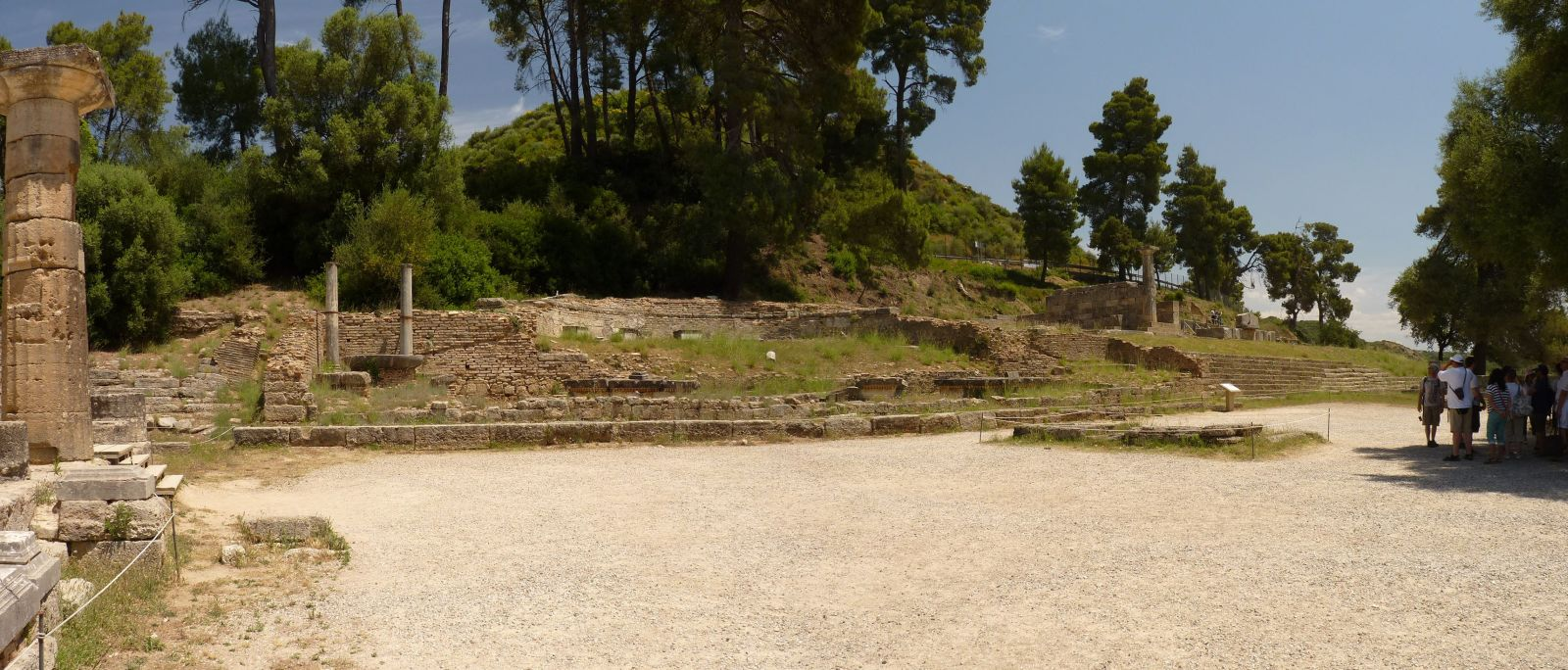
Nymphäum des Herodes Atticus
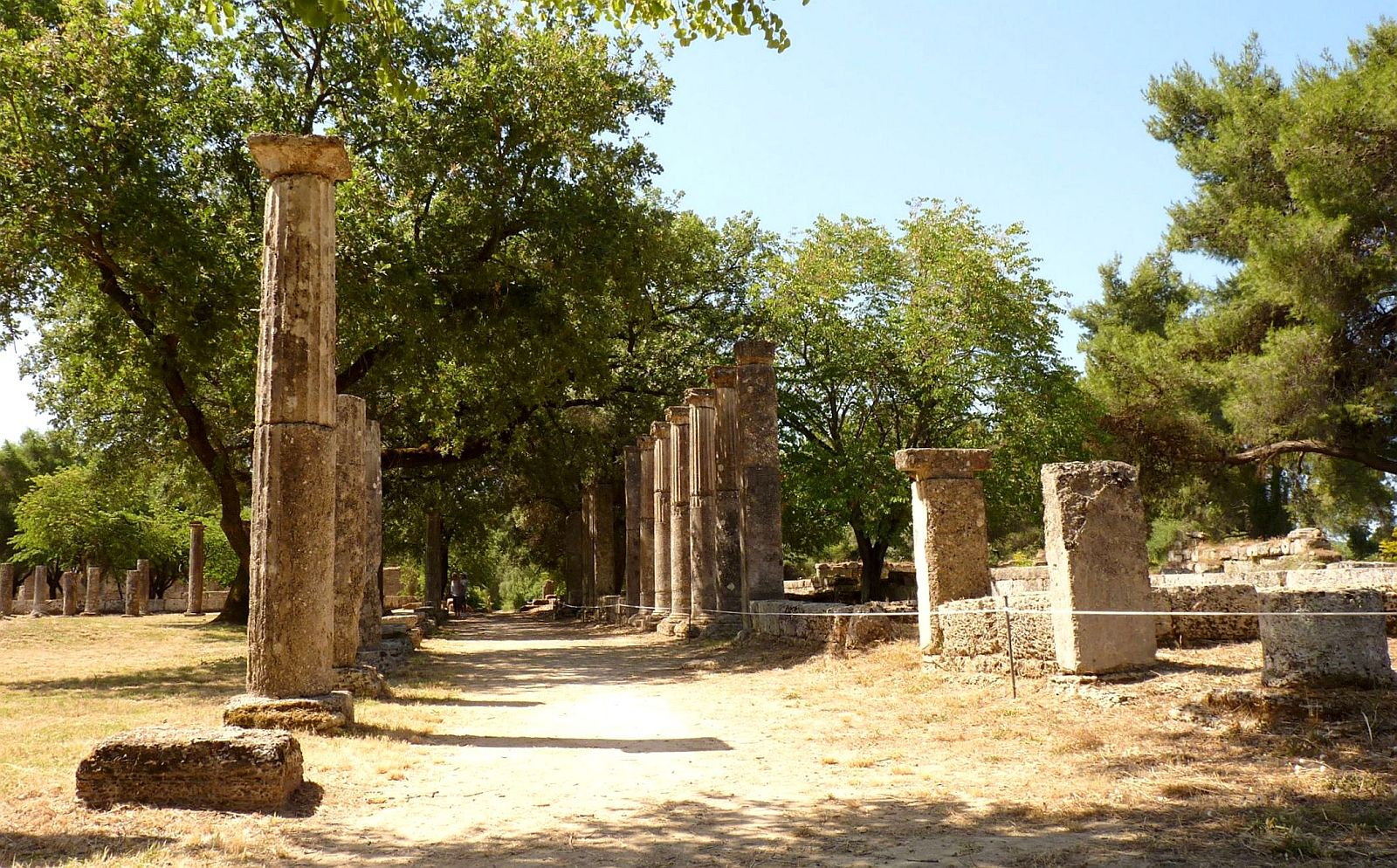
Palästra
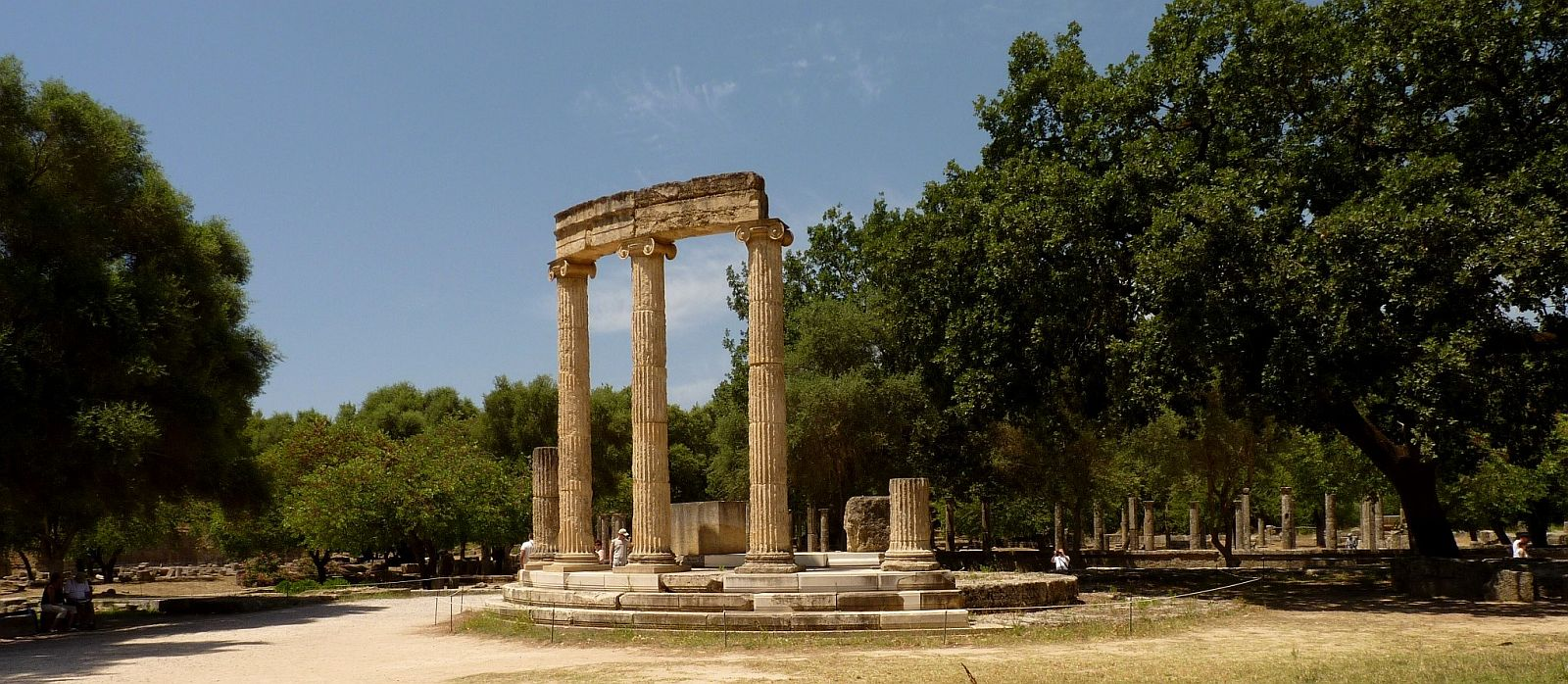
Philippeion

## Forschungsgeschichte

### Wiederentdeckung und erste Grabungen
Bereits in der Renaissance kehrte das versunkene Olympia durch das Studium antiker Quellen in das Bewusstsein zurück, allerdings wurde es vor allem als Inbegriff des sportlichen Wettkampfes wahrgenommen. Dies weckte bei verschiedenen Gelehrten das Interesse auf eine Wiederentdeckung des Ortes. So wurde etwa der Mönch und Gelehrte Bernard de Montfaucon von der Beschreibung des Pausanias dazu veranlasst, über eine mögliche Ausgrabung nachzudenken. 1723 schrieb er einen Brief an Quirini, den Erzbischof von Korfu, der als Kenner der Antike galt, um auf eine Ausgrabung hinzuwirken, obwohl die genaue Lage Olympias noch gar nicht bekannt war. Ebenfalls von Pausanias angeregt, plante Johann Joachim Winckelmann 1768 Ausgrabungen vorzunehmen, da er hoffte, dass sich in Olympia eine Vielzahl von Skulpturen finden ließe, die die Kenntnis der Kunst bereichern würden. Sein Tod vereitelte jedoch dieses Vorhaben.
Der englische Theologe und Reisegelehrte Richard Chandler war 1766 der erste Wissenschaftler, der den Ort tatsächlich aufsuchte. Er fand die Überreste des olympischen Zeustempels. In der Folgezeit wurden zahlreiche kleinere Untersuchungen an diesem Ort vorgenommen. So schuf etwa der Franzose Louis Fauvel 1787 eine erste topografische Skizze und Beschreibung der Umgebung. Es folgten die englischen Archäologen William Martin Leake, der 1805 in Olympia forschte, Edward Dodwell und William Gell, die 1806 eine erste kleine Grabung auf den Resten des Zeustempels vornahmen. 1813 erstellten Spencer Stanhope und sein Architekt Thomas Allason auf der Grundlage systematischer Messungen einen topografischen Lageplan des Areals. Die umfangreichste dieser Untersuchungen erfolgte durch die Expedition scientifique de Morée. Die Naturforscher und Künstler waren 1829 im Gefolge französischer Truppen, die im griechischen Unabhängigkeitskrieg kämpften, auf die Peloponnes gelangt. In wenigen Wochen gruben sie Teile des Zeustempels aus. Einige der Metopen des Tempels nahmen sie nach Paris mit, wo sie sich in der Sammlung des Louvre befinden. All diese Forschungsbestrebungen und Grabungen blieben aber in ihrer Auswirkung begrenzt.

### Deutsche Grabungen in Olympia

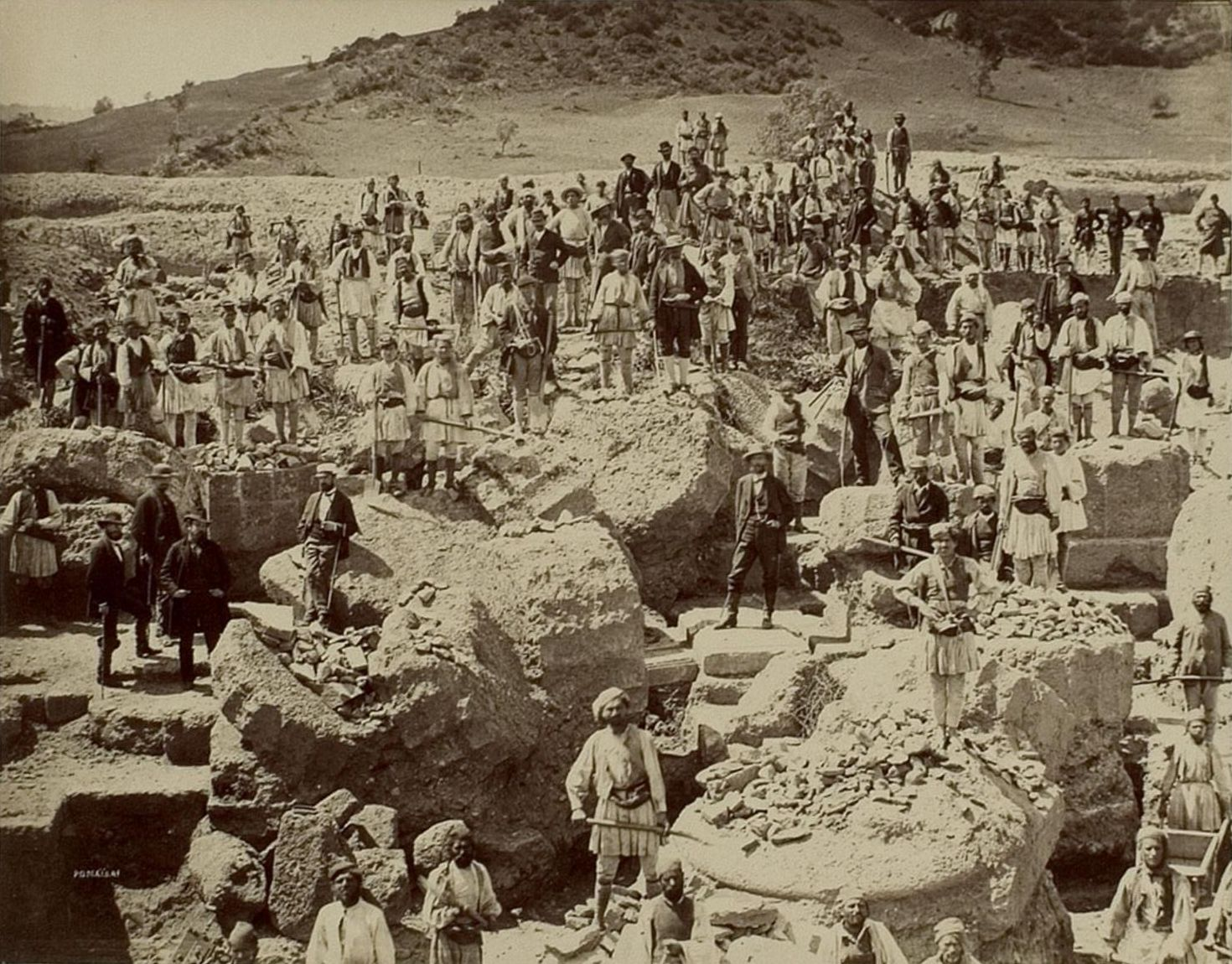
Die Arbeiter der ersten deutschen Grabung (1875/1876)

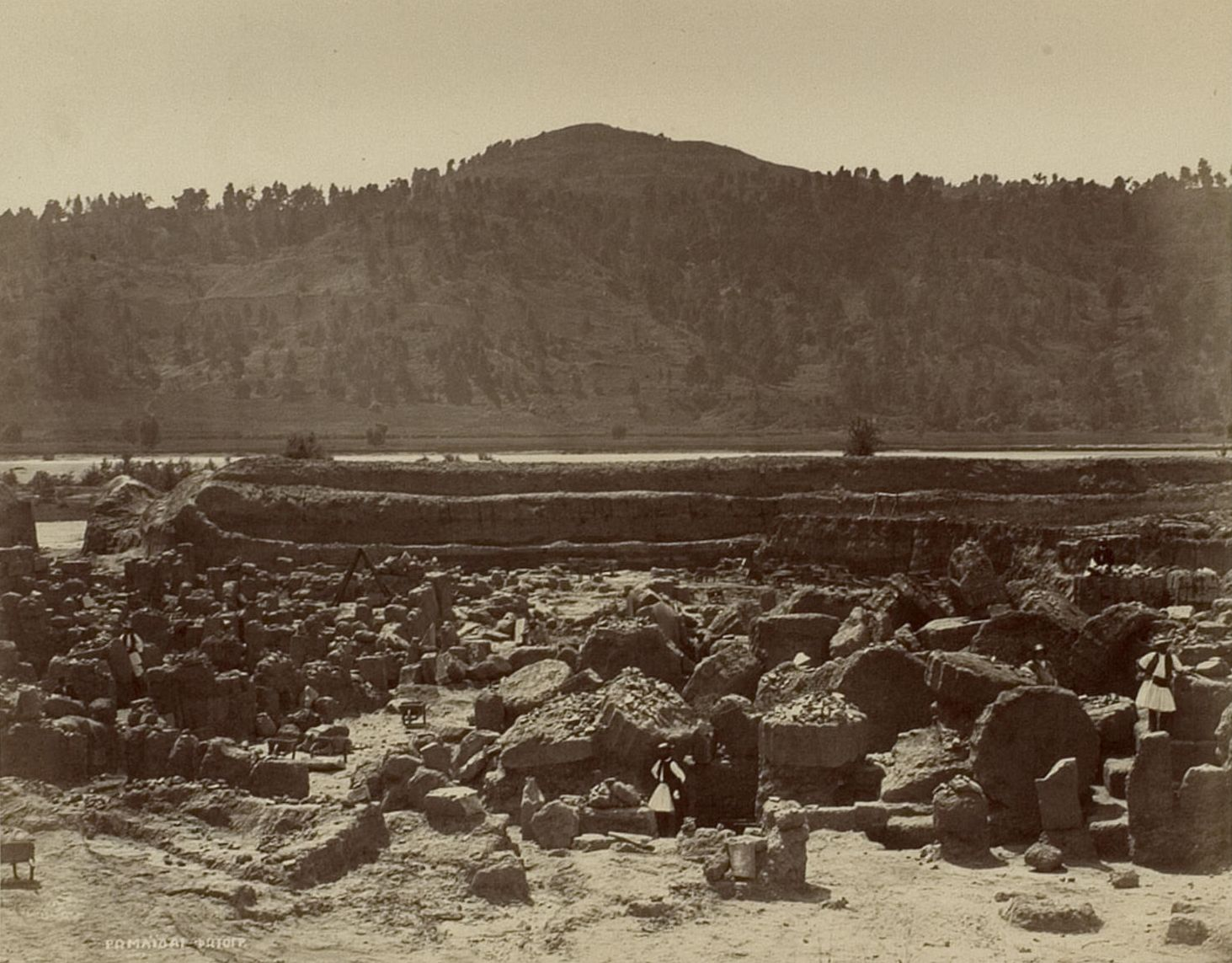
Das Ausgrabungsfeld von Norden aus

Einen Wendepunkt in der Erforschung Olympias markierte die Tätigkeit des Berliner Archäologen Ernst Curtius. Er lebte von 1837 bis 1840 in Athen und besuchte in dieser Zeit auch Olympia. 1852 hielt er einen Vortrag in der Sing-Akademie zu Berlin, in dem er die Bedeutung des Heiligtums von Olympia und seinen Wunsch nach einer Ausgrabung an diesem Ort darlegte. Unter den Zuhörern befanden sich mit Carl Ritter und Alexander von Humboldt zwei der bedeutendsten Forscher dieser Zeit, die das Unternehmen in der Folge unterstützten, und auch der preußische König Friedrich Wilhelm IV. Die Vorbereitungen konnten aber aufgrund des Krimkrieges nicht weiter verfolgt werden. Nachdem Curtius 1868 einen Ruf an die Berliner Universität erhalten hatte, wurde das Unternehmen auf Anregung von König Wilhelm I. wieder aufgenommen. Ab 1872 wurden die Planungen intensiviert, als Kronprinz Friedrich Wilhelm die Königlichen Museen mit den Vorbereitungen beauftragte. Die Ausgrabung in Olympia sollte ein Prestigeprojekt des neugegründeten Deutschen Reiches werden. 1874 wurde von der deutschen und griechischen Regierung der Grabungsvertrag geschlossen und anschließend von den beiden Parlamenten abgesegnet. Der Vertrag war innovativ und richtungsweisend, da das Deutsche Reich mit Griechenland vereinbarte, dass sämtliche Funde dort verbleiben sollten. Lediglich einige Objekte, die in Serien existierten oder von Griechenland überlassen wurden, kamen nach Deutschland. Damit markierte dieser Vertrag einen Meilenstein in der Entwicklung von der Schatzgräberei hin zur historischen Wissenschaft. Die Vereinbarung war jedoch nicht unumstritten. Griechen sahen die antiken Stätten als unabdingbaren Bestandteil der eigenen Identität, während in Deutschland der wissenschaftliche Charakter und die damit verbundene ausbleibende Ausstattung der Museen, die sich in Konkurrenz mit den Institutionen in den anderen Hauptstädten befanden, kritisiert wurden. So opponierte Otto von Bismarck gegen die Finanzierung, konnte sich jedoch nicht durchsetzen.
Die deutsche Ausgrabung von 1875 bis 1881 wurde von einem Direktorium in Berlin, dem die Archäologen Ernst Curtius, der Architekt Friedrich Adler und der Diplomat und Orientalist Clemens August Busch als Vertreter des Auswärtigen Amts angehörten, geleitet, welches per Brief von den Vorgängen in Olympia unterrichtet wurde. Die Ausgrabungen vor Ort wurden von jungen Archäologen im Dienst der Königlichen Museen vorgenommen, wobei die Leitung mehrmals wechselte. Zu ihnen gehörten Gustav Hirschfeld, Rudolf Weil, Georg Treu, Adolf Furtwängler, Karl Purgold sowie die Architekten Adolf Boetticher, Richard Bohn, Wilhelm Dörpfeld und Hans Schleif. In den Jahren 1875 bis 1881 fanden jeweils mehrmonatige Grabungskampagnen statt, an denen bis zu 450 griechische Arbeiter aus der Umgebung mitwirkten. Das Ziel der Grabungen war nicht mehr die Erlangung kunstgeschichtlicher Funde, sondern die Freilegung der Altis, so dass die Denkmäler in ihrem örtlichen Zusammenhang sichtbar wurden. Mit Hilfe stratigraphischer Beobachtungen wurden die so gewonnenen Kontexte historisch periodisiert und Phasenpläne erstellt. Zwischen 1890 und 1897 wurden die Grabungsergebnisse in fünf Bänden veröffentlicht. Die Funde wurden im zwischen 1883 und 1885 nach Plänen von Friedrich Adler neu errichteten Museum ausgestellt. Unter den Ausstellungsstücken befanden sich unter anderem die Nike des Paionios, der praxitelische Hermes und die Giebelfiguren des Zeustempels. Finanziert wurde der Museumsbau vom Athener Bankier Andreas Syngros. In Deutschland wurden die Ausgrabungen von zahlreichen Zeitungsartikeln begleitet. Trotz der wenigen Funde, die nach Berlin gelangten, war Olympia ein wichtiger Bezugspunkt der kulturellen Selbstdarstellung der Hauptstadt. So wurde die Architektur des Zeustempels in verschiedenen Entwürfen für einen Museumsneubau auf der Museumsinsel sowie für den zentralen Pavillon der Jubiläumsausstellung der Akademie der Künste 1886 rezipiert.

### Grabungsgeschichte im 20. Jahrhundert und der Gegenwart
Auch nach dem Ende der ersten großen Grabungskampagne 1881 wurde in Olympia weiter geforscht. Zwischen 1906 und 1929 unternahm Wilhelm Dörpfeld in unregelmäßigen Abständen kleinere Grabungen. Diese wurden aus privaten Spenden finanziert. Während dieser Untersuchungen fand Dörpfeld prähistorische Bauten auf dem Gebiet des Heiligtums. Seit 1936 fanden wieder regelmäßig Grabungen statt, die nun vom Deutschen Archäologischen Institut geleitet wurden. Der Beginn dieser Grabungen stand im Kontext der Vereinnahmung Olympias durch die Nationalsozialisten im Umfeld der Olympischen Sommerspiele 1936 in Berlin. Von Armin von Gerkan wurde eine vorbereitende Untersuchung vorgenommen. Dann folgten bis 1943 Grabungen unter der Leitung von Emil Kunze und Hans Schleif. In dieser Zeit wurde vor allem die Peripherie des Heiligtums freigelegt. Aufgrund des Zweiten Weltkriegs kamen die Grabungen anschließend zum Erliegen, wurden von Kunze jedoch zu Beginn der 1950er-Jahre wieder aufgenommen. Mit Tiefengrabungen untersuchte man ab 1955 die historischen Phasen des Heiligtums. Zudem wurde die Werkstatt des Phidias entdeckt. Nach Kunze leiteten Alfred Mallwitz und ab 1985 Helmut Kyrieleis die Ausgrabungen. 1982 und 1983 wurden mit einem Projekt der Antikensammlung Berlin die Untersuchung einer antiken Werkstatt für Bronzestatuen untersucht. Seit 2004 liegt die Leitung der Ausgrabungen des Deutschen Archäologischen Instituts bei Reinhard Senff. Im Juli 2008 gab die Johannes Gutenberg-Universität Mainz bekannt, dass die antike Pferderennbahn durch geophysikalische Messungen parallel zum Stadion lokalisiert werden konnte. Die Existenz eines Hippodroms in Olympia war bis dahin nur aus schriftlichen Quellen bekannt.

## Moderne Nutzung

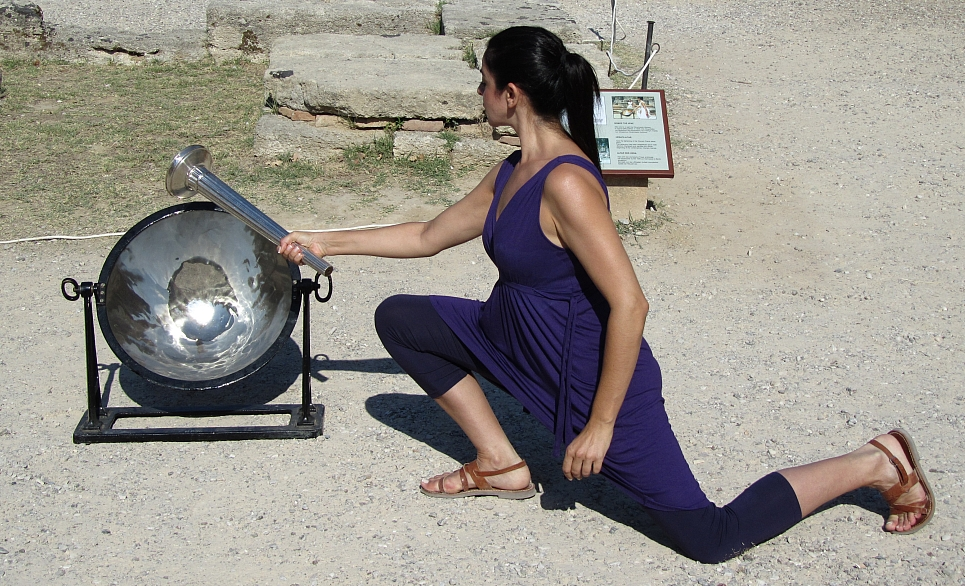
Entzündung des olympischen Feuers

Das olympische Feuer für die Olympischen Sommerspiele der Neuzeit wird seit 1936 mit einem Hohlspiegel im antiken Olympia entzündet und dann mittels eines mehrwöchigen Fackellaufes an den Austragungsort der jeweiligen Spiele gebracht. Die Fackel für die Winterspiele wird in unregelmäßigen Abständen ebenfalls in Olympia entfacht.
Bei den Olympischen Spielen 2004, deren Hauptaustragungsort Athen war, wurde das antike Olympia erneut auch Austragungsort von Wettkämpfen. Trotz der Proteste des Zentralen Archäologischen Rates, der Schäden an den Ausgrabungsstätten befürchtete, fanden dort die Wettkämpfe im Kugelstoßen der Frauen und der Männer statt.